# آشوربانی‌پال

آشوربانی‌پال در حال شکار، در پشت او یک تیرانداز سوارهٔ آشوری دیده می‌شود که شاه را همراهی می‌کند، نقش برجسته‌ای از کاخ وی در نینوا

آشوربانی‌پال (به اکدی:Aššur-bāni-apli) (به آرامی: ܐܵܫܘܿܪ ܒܵܢܝܼ ܐܵܦܠܝܼ) از ۶۶۹ تا ۶۲۵ یا ۶۳۱ پ.م. شاه آشور بود. آشوربانی‌پال آخرین فرمانروای مقتدر آشوریان بود که جانشین پدرش اسرحدون شد. معنای نامش یعنی: "آشور به وجود آورندهٔ یک وارث (جانشین) است." در کتاب مقدس نام او به صورت "Asenappar" آمده‌است. ژوستین، تاریخ‌نگار رومی نام او را به صورت "سارداناپالوس" نوشته‌است. ارفعی او را تنها پادشاه تحصیل‌کرده آشور که خوب هم تحصیل کرده معرفی می‌کند. از خدمات این پادشاه آشوری به تمدن بشری را تأسیس نخستین کتابخانه جهان می‌توان نام برد.
در سال ۶۳۹ پیش از میلاد، آشوربانیپال شاه آشور، ایلام را شکست داد و تا شوش پیشرفت کرد. پس از این جنگ، دولت ایلام هرگز به عنوان یک قدرت مستقل ظاهر نگردید.

## خانواده، کودکی و جوانی

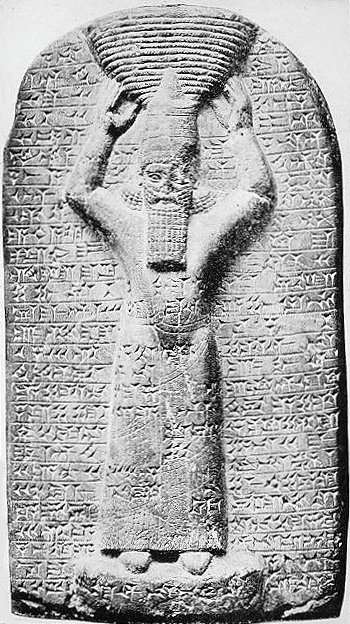
آشوربانی‌پال به‌عنوان کاهن اعظم

سین-ایدین-اپل بزرگ‌ترین پسر اسرحدون بود، پسر کوچکتر از او، شمش شوم اوکین نام داشت و آشوربانیپال از هر دوی آنان کوچکتر و پسر سوم بود. سین-ایدین-اپل که نایب السلطنه بود، در سال ۶۷۲ پ.م. درگذشت و علی‌القاعده بایستی برادر کوچکتر از او، یعنی شمش-شوم-اوکین سمت وی را عهده‌دار می‌شد اما این اتفاق نیفتاد. البته این احتمال وجود دارد که مادر شمش-شوم-اوکین با آشوربانی‌پال یکی نبوده باشد (یعنی مادران جداگانه‌ای داشته بوده باشند). آشوربانیپال به فعالیت‌های علمی علاقه‌مند بود و در کنار آن فعالیت‌ها، به سوارکاری، شکار، ارابه‌رانی، نظامی‌گری، هنروری و صنعتگری نیز می‌پرداخت. خود وی دربارهٔ این موضوع می‌گوید که فعالیت‌های علمی دورهٔ جوانیش شامل این موارد می‌شدند:
«غیبگویی با روغن، ریاضیات، خواندن و نوشتن.»
.

## مرگ اسرحدون
در سال ۶۷۲ پیش از میلاد، اسرحدون پس از مرگ همسرش و بنا به تحریک مادر خود، نقیعه-زکوتو ترتیب و قرار جانشینی خود را تغییر داد، وی با سرکردگان مادی‌هایی که دست‌نشاندهٔ پادشاه آشور بودند، و همچنین مردم و سرکردگان شهر سیپار - عهدی بست، بدین ترتیب که سرکردگان مزبور قسم خوردند که اگر اسرحدون هنگامی بمیرد که کودکانش هنوز خردسال باشند، آن‌ها و فرزندان آن‌ها این ترتیب را رعایت خواهند کرد که «آشوربانیپال پادشاه آشور خواهد بود و شمش شوم اوکین پادشاه بابل، هر چند که سن آشوربانی‌پال از برادرش کمتر است.» یک لوح یادبود که دو سال پس از این ماجرا در یکی از ایالت‌های شمال غربی آشور تهیه شده‌است، اسرحدون را با حالتی برجسته به تصویر می‌کشد، در حالی که دو پسرش هر کدام در یک طرف او قرار دارند. دو شاهزاده از آن پس تعلیمات و آموزش‌های متفاوتی را تجربه کردند. اوضاع اینگونه بود تا اینکه اسرحدون در سال ۶۶۹ پیش از میلاد، هنگامی که می‌رفت تا دوباره مصر را فتح کند، به‌طور ناگهانی درگذشت.

## رسیدن به سلطنت
آشوربانیپال پس از مرگ پدرش، تا اواخر آن سال به تخت سلطنت آشور جلوس نکرد. مقامات دربار و بخشی از جامعهٔ روحانیت آشور با به سلطنت رسیدن آشوربانیپال به عنوان برادر کوچکتر مخالف بودند، اما مادربزرگ آن دو برادر، نقیعه-زکوتو به همه دستور داد که از ادعای سلطنت آشوربانیپال به حکومت آشور حمایت و پشتیبانی کنند و با تحکم و قاطعیت به همه چنین حکم کرد که تحرکات و فعالیت‌های خیانتکارانه را به آشوربانیپال و خود او گزارش دهند، از اینجا معلوم می‌شود که نفوذ و قدرت زکوتو در ابتدای سلطنت آشوربانیپال چقدر زیاد بوده‌است. آشوربانیپال در سال ۶۶۸ تاجگذاری کرد و برادرش را هم به حکومت بابل منصوب داشت. به این ترتیب، مسئلهٔ حکومت آن دو در ابتدای کار به خوبی و بدون هیچ‌گونه مشکل و دردسری حل شد. از بررسی برخی متون و اسناد به‌جامانده از آن زمان، این احتمال داده‌می‌شود که آن دو برادران دوقلو بوده باشند، اما در هر صورت این مسئلهٔ آشکار و مبرهن است که منصب آشوربانیپال از برادرش رفیع‌تر بوده‌است.

## روابط آشوربانی‌پال با مصر

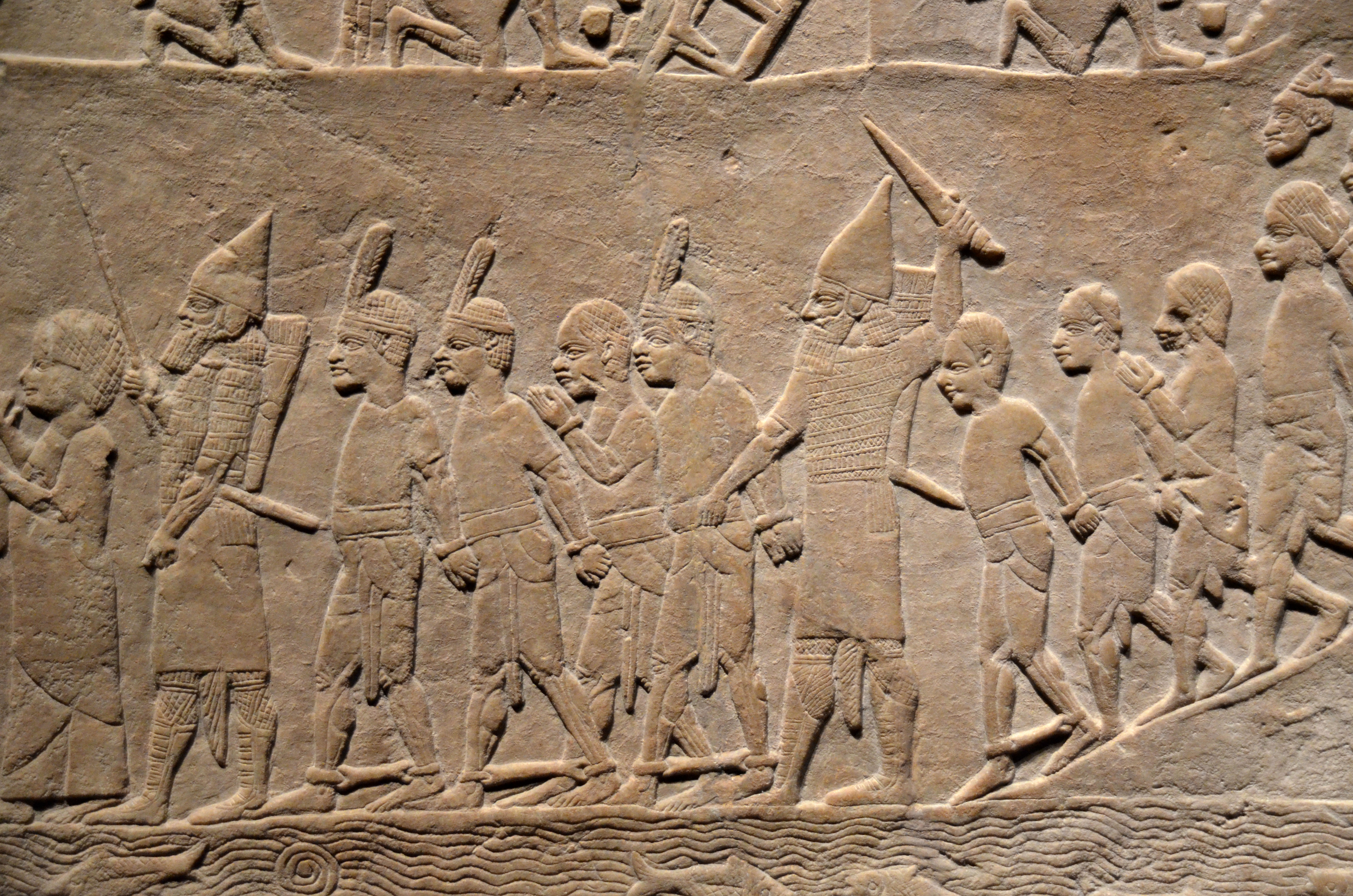
اسیران مصری که توسط سربازان آشوری به خارج از شهر برده می‌شوند، موزه بریتانیا.

آشوربانیپال هم سلطنت را از پدرش به ارث برد و هم جنگ با مصر و کوش که به عنوان دودمان بیست و پنجم مصر بر مصر حکومت می‌کرد (نوبیا) را. وی در سال ۶۶۷ پ. م، درحالی‌که خودش در نینوا مانده بود، سپاهی را به مصر فرستاد و این سپاه، تهارقا پادشاه نوبیایی مصر را در نزدیکی ممفیس شکست داد. همزمان با این اوضاع و احوال، حکام دست‌نشاندهٔ مصری علیه سلطهٔ آشور شورش کردند و آنان نیز شکست داده شدند. همهٔ فرمانروایان شکست خورده به غیر از یکی از آنان به نینوا برده شدند، فقط نخو یکم شاهزادهٔ مصری‌ای که فرمانروای سائیس بود، توانست آشوری‌ها را نسبت به وفادار بودن خودش متقاعد کند و به‌همین‌جهت به مصر برگردانده شد تا عروسک خیمه شب بازی و حاکم دست‌نشاندهٔ آشوری‌ها در مصر باشد. پس از مرگ تهارقا در ۶۶۴ پ. م برادرزاده و جانشین او Tantamani به مصر علیا حمله کرد و تبس را پایتخت خود قرار داد. او در ممفیس، دیگر شاهزاده‌های مصری را شکست داد و ممکن است که نخو در جریان این جنگ‌ها کشته شده باشد. سپاه دیگری از سوی آشوربانیپال فرستاده شد و دیگربار موفق شد که کوشی‌ها (نوبیایی‌ها) را شکست دهد. Tantamani به سرزمین مادری‌اش در نوبیا عقب رانده شد و در آنجا ماند، آشوری‌ها تبس را غارت کردند و با غنایم بسیار به آشور بازگشتند. این‌که مداخلهٔ آشوری‌ها در مصر چگونه پایان یافته، مشخص نیست، اما پسر نخو، پسامتیک یکم در عین حال که استقلال یافت، روابط گرم و دوستانهٔ خود با آشوری‌ها را هم حفظ کرد.

## آشوربانی‌پال وژیگس
یک کتیبهٔ سلطنتی آشوری می‌گوید که چگونه پادشاه لیدیه، ژیگس از آشور، یکی از خدایان آشوری‌ها رؤیاهایی دریافت کرد. خواب‌ها به او می‌گفتند که هنگامی که ژیگس تسلیم و مطیع آشوربانیپال شود، او دشمنانش را شکست خواهد داد. ژیگس پس از این که سفرایی برای اعلام تسلیم خود به آشور فرستاد، توانست دشمنان کیمری خود را شکست دهد، اما هنگامی که از یکی از شورشیان مصری حمایت کرد، کشورش به تصرف کیلیکی‌ها درآمد.

## آشوربانی‌پال و پایان کار پادشاهیایلام

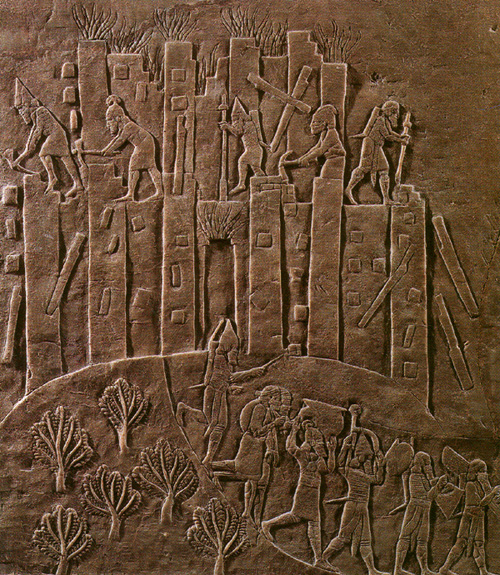
در این سند از آشوربانیپال، ویران‌سازی شوش در سال ۶۴۷ پ.م. شرح داده‌شده‌است.

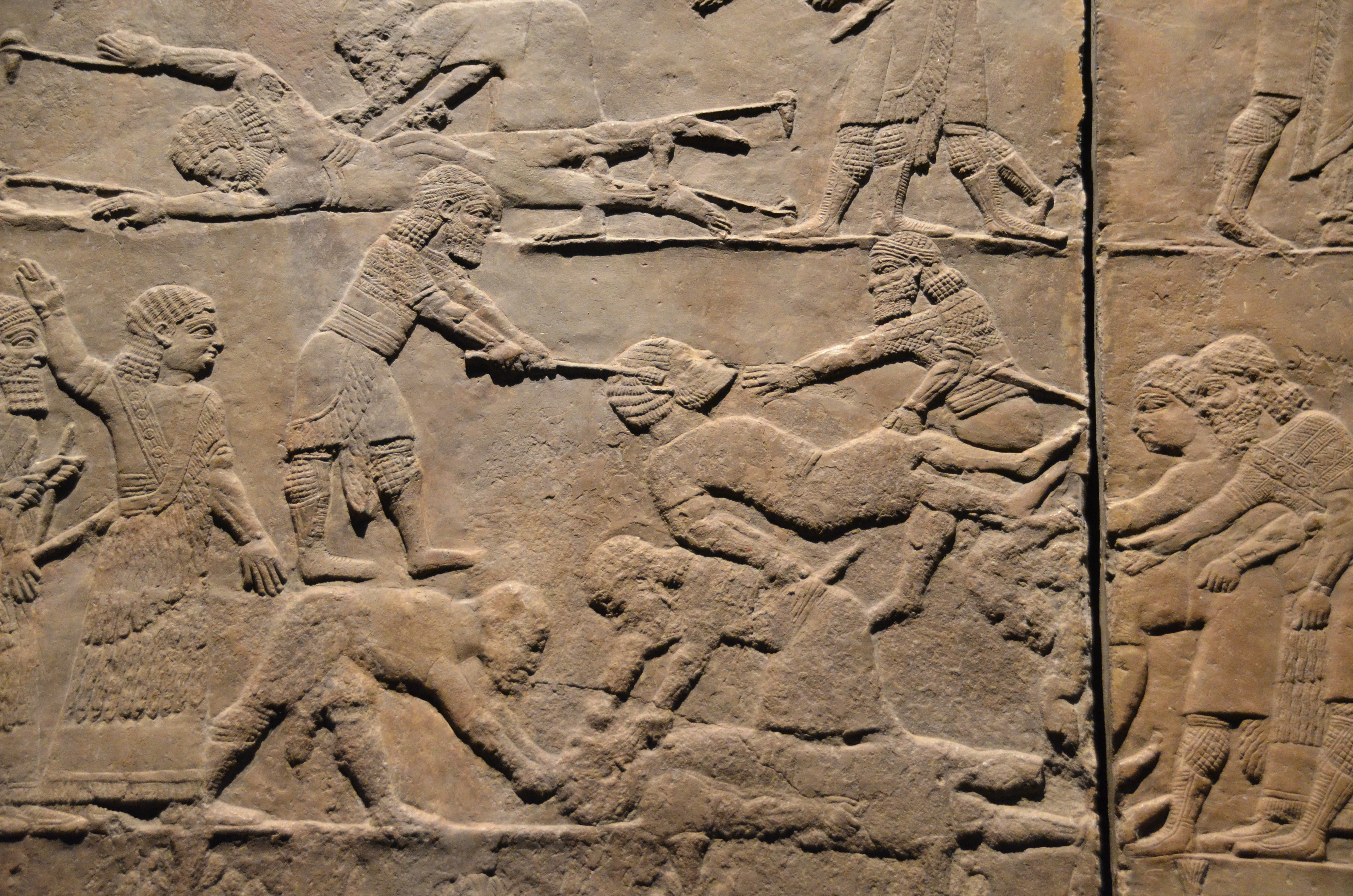
بریدن زبان و کندن پوست مردم ایلام توسط آشوریان در دیوارنگاره «ویرانی شوش» در موزه بریتانیا.

در سنوات نخستین سلطنت آشوربانیپال، ایلام از صلح و آرامش برخوردار بود (همان‌طور که در زمان پدرش آنگونه بود) و حتی به‌هنگام قحطی و خشکسالی در آن سرزمین، آشوربانیپال یک‌بار کمک‌های غذایی بشردوستانه برای آنان فرستاد. بااین‌حال در سال ۶۶۴ پ.م. شرایط تغییر کرد و اورتکو پادشاه ایلام به‌طور شگفت‌آور و غیرمنتظره‌ای به بابل حمله کرد. آشور در فرستادن کمک به بابل تأخیر کرد. این ممکن است دو دلیل داشته بوده باشد، یا پیام‌های آرامش‌بخش و تسکین‌دهندهٔ سفیران ایلامی یا این که به‌طور ساده‌تر بپذیریم که آشوربانیپال در آن زمان برای کمک به همسایهٔ جنوبی خود آمادگی نداشته‌است. در هر صورت بالاخره ایلامیان به هنگام مواجه شدن با سپاه آشور عقب‌نشینی کردند و در همان سال اورتکو درگذشت. پس از وی، تئومن که وارث طبیعی و قانونی حکومت ایلام نبود، در آن سرزمین به قدرت رسید، از این رو بسیاری از شاهزاده‌های ایلامی ناگزیر شدند به دربار آشور بگریزند، از جمله بزرگ‌ترین پسر اورتکو به نام هومبن-نیکش. در سال ۶۵۸ یا ۶۵۷ پیش از میلاد دو امپراتوری بار دیگر درگیر شدند، چرا که ایالت «گَمبولو» در ۶۶۴ پ. م علیه آشوری‌ها شوریده بود و به همین علت آشوربانیپال تصمیم به تنبیه آن گرفت. از سوی دیگر تئومن از بابت شاهزادگان پناهنده به دربار آشور برای حکومت خود احساس خطر می‌کرد و به همین علت از پادشاه آشور استرداد آنان را طلب کرد. نیروهای آشوری به ایلام حمله کردند و در کنار رودخانهٔ عُلایا (Ulaya) طرفین با هم درگیر شدند (جنگ عُلایا، در سال ۶۵۲ ق. م رود عُلایا، اسمی است که منابع آشوری ذکر کرده‌اند، این رود یا رود کرخه بوده‌است یا رود کارون). انگیزه و هدف دیگری که برای نبرد عُلایا ذکر کرده‌اند، حفاظت راه‌ها و کاروان‌های تجاری حامل اسبان و فلزات از کوه‌های ایران و آناتولی شرقی می‌باشد، چرا که این کاروان‌ها از اهمیت زیادی برخوردار بودند. پادشاه ایلام به‌طور قاطعی شکست خورد و این شکست وی، نابودی و ویرانی تمام عیار ایلام را دربرداشت. به گفتهٔ نقش برجسته‌های آشوری، تئومن پس از این شکست خودکشی کرد. آشوربانیپال هومبن-نیکش را به عنوان پادشاه ماداکتو و یک شاهزادهٔ دیگر به نام تمریتو را به عنوان فرمانروای شهر هایدالو تعیین کرد. ایلام جزئی از دولت_شهرها و مناطق دست‌نشانده و تابع آشوری‌ها شد و خراجی بر آن وضع گردید. هنگامی که مسئلهٔ ایلام حل شد، آشوری‌ها سرانجام موفق شدند «گُمبولو» را تنبیه و مجازات کنند و پایتخت آن را به تصرف خود درآورند، سپس سپاه فاتح در حالی که سر تئومن (Teumman) را با خود همراه داشت، به خانه بازگشت.

## آشوربانی‌پال و شورش شمش شوم اوکین

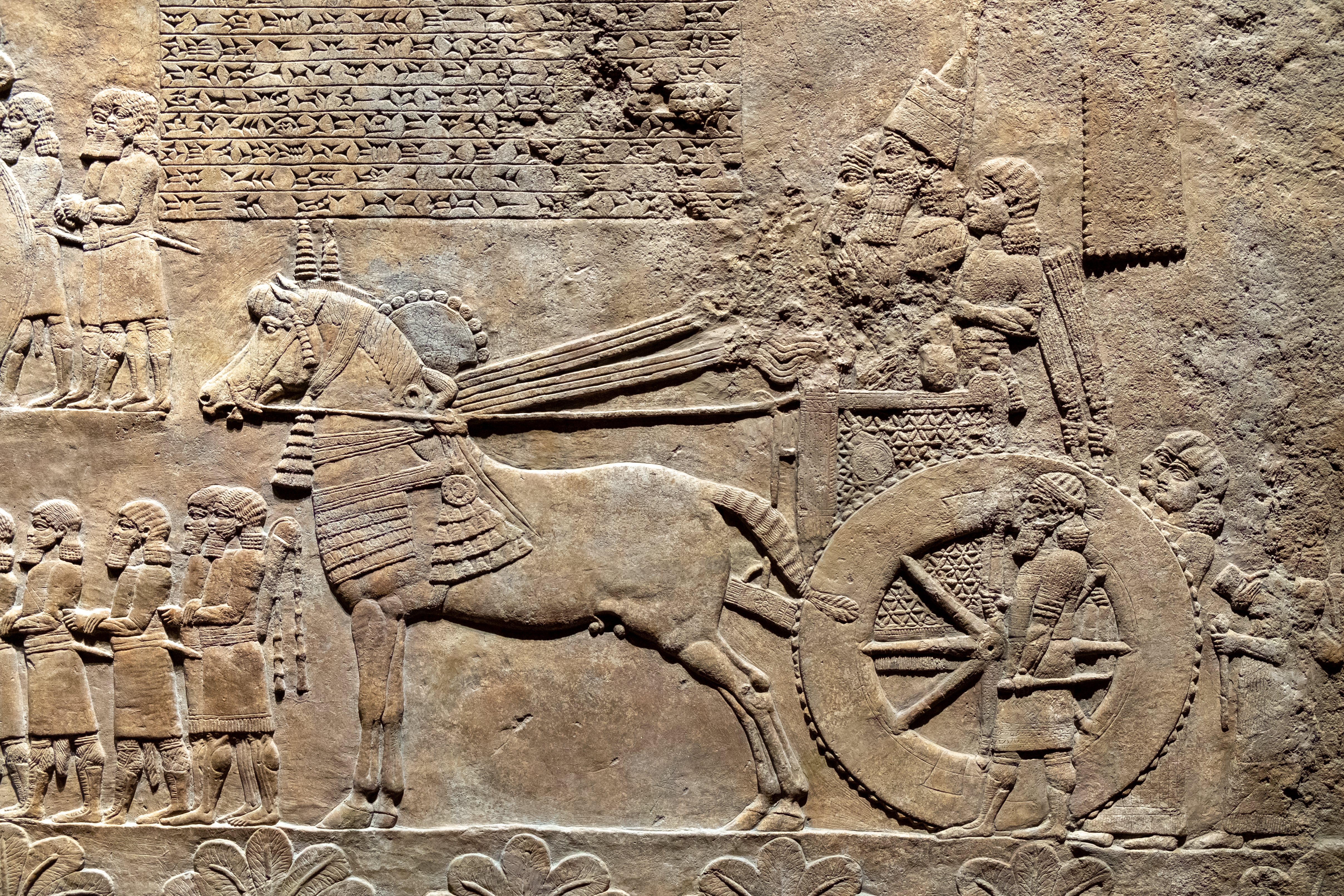
آشوربانی‌پال اسیران بابل را پس از دو سال محاصره در سال ۶۴۸ پیش از میلاد بازرسی می‌کند. موزه بریتانیا.

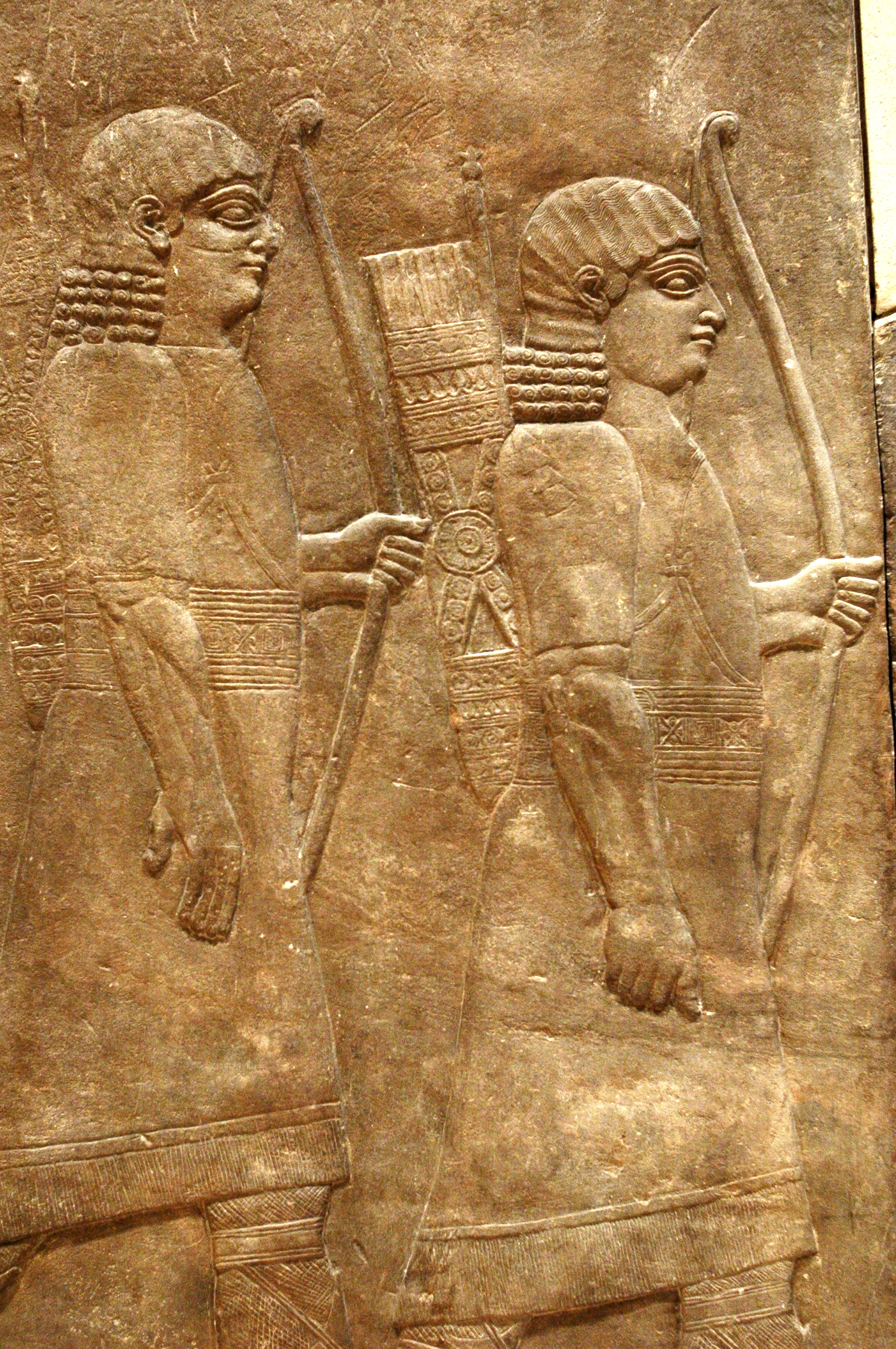
نگهبانان آشور بانی‌پال، موزهٔ لوور

شمش شوم اوکین به عنوان نایب السلطنه بابل تعیین شده بود. قصد از این ترتیب و مقررات به‌طور آشکار این بود که بابلی‌ها را با تبلیغات و چرب‌زبانی راضی و خرسند کنند و با دادن القاب و عنوان‌ها ظاهری و واهی بفریبند و دلشان را به دست آورند، چون موقعی که گفته می‌شد برادر بزرگتر پادشاه آشور فرمانروای بابل است، به نظر این‌طور می‌رسید که سرزمین بابل از استقلال برخوردار است. برای مدتی این ترتیب مؤثر و مفید بود، اما سرانجام اختلاف و اصطکاک بین دو برادر فزونی یافت و در ۶۵۲ پ.م. بابل علیه حکمفرمایی آشور شورید. آشوربانیپال برای نشان دادن حسن نیت خود، مجسمهٔ خداوند مردوک را هنگام انتصاب برادرش به حکومت بابل، برای وی فرستاد. روابط بین دو برادر در ابتدا خوب بود و مشکلی در کتیبه‌ها در ابتدای پادشاهی آنان دیده نمی‌شود. با این حال قدرت شمش-شوم-اوکین محدود بود، به گونه‌ای که وی مراسم و تشریفات دینی بابلی‌ها را خود اجرا می‌کرد، اما پروژه‌های ساخت وساز رسمی بابل هنوز توسط برادر کوچکترش آشوربانیپال اجرا و مدیریت می‌شد. در آن زمان قلمرو بابل شامل بابل، بورسیپا، کوتا و سیپار می‌شد. هنگامی که شمش شوم اوکین در تئوری فرمانروای عالی مقام و خودمختار جنوب بود، آشوربانیپال پادگانی را در نیپور نگه داشته بود تا بر نواحی جنوبی قلمرو خود نظارت و کنترل داشته باشد. در همین زمان، برخی از حاکمان و والیان زیردست ولایتی سعی می‌کردند مورد لطف و توجه پادشاه آشور قرار گیرند، مثلاً نامه‌های سین-بلاسو-ایقبی حاکم اور نشان می‌دهد که وی چگونه سعی می‌کرد برای آشوربانیپال خودشیرینی کند و مورد مرحمت و توجه او واقع شود. در مقابل آشوربانیپال خودش هم سیاستمدار کارکشته و واردی بود و نقش فعالی در احیای پرستشگاه‌ها در جنوب بازی می‌کرد، به‌عنوان مثال استوانه‌ای از چگونگی کمک وی به بازسازی و مرمت معبد اساگیلا حکایت دارد. حتی زبان سومری در زمان حکومت آشوربانیپال احیا شد و عنوان زبان رسمی را پیدا کرد. اما با وجود تمام این تدابیر و سیاست کاری‌ها، برادر بزرگتر در سال ۶۵۲ پ.م. شورش کرد. دلایل این اقدام وی ناشناخته است، هر چند که دانشمندان حدس‌هایی دراین‌باره می‌زنند، مثلاً این که وقتی ایلامی‌ها به بابل حمله کردند، آشوربانیپال در فرستادن کمک تعلل کرد و این ممکن است که موجب رنجش خاطر برادر بزرگتر شده باشد، یا اینکه شمش-شوم-اوکین از اینکه به سلطنت آشور نرسیده بود، احساس حقارت و توهین می‌کرد یا دلایل دیگر شبیه به آن، ولی در واقع ما علت قطعی این شورش را نمی‌دانیم، چون هیچ مدرک و نوشتهٔ بابلی در این خصوص در دست نداریم.
بابل شورید و این بار تنها هم نبود و اتحادیه و لشکری از مردمان و ملل رنج دیده از آشور را با خود همراه داشت، یعنی قبایل کلدی و آرامی‌ها و ساکنان "سرزمین دریایی" که در نواحی جنوبی سرزمین بابل سکونت داشتند، پادشاهان گوتی، پادشاهی امورو، و ملوخه (ملوها)، اعراب و نبطی‌ها و حتی ایلامی‌ها.
دیاکونوف آشورشناس روسی دراین‌باره در کتاب تاریخ ماد می‌گوید که با این شورش گسترده، امپراتوری آشور وارد خطیرترین بحران سیاسی تاریخ خود شد. خود آشوربانیپال گویا از این وضع به حیرت افتاده و شوکه شده بوده‌است، چون در کتیبه چنین شرح می‌دهد:
و این شمش-شوم-اوکین، برادر بی‌وفا، مراعات سوگندی را که به من یاد کرده بود، نکرد، و مردم اکد و کلدانیان و آرامیان [و مردم] کنار دریا را از کابا تا باب-سالی متی و بردگان و مستخدمان من و اومانیگاشای فراری را که پاهای شاهانهٔ مرا می‌بوسید و من به سلطنت ایلام معین کرده بودم و همچنین شاهان گوتیوم و آمورو و ملوخا را که به سخن [خدایان] آشور و نینلیل به دست خود منصوب کرده بودم، همه را علیه من شوراند و تحریک کرد و آنان با وی عهد بستند.
معلوم است که قیام مزبور بسیار پردامنه و گسترده بوده‌است و به همین علت هم چند سال طول کشید که به‌طور کامل فرونشانده شود. دیاکونوف دربارهٔ این گفته‌های آشوربانیپال چنین توضیح می‌دهد:
بنا بر این متن، آشوربانیپال هواخواهان شمش شوم اوکین را به سه دسته تقسیم می‌کند: ۱) اتباع آشور؛ یعنی بابلیان و کلدانیان [تلفظ صحیح آن کلدیان است) و آرامیان و ساکنان دریا کنار بابل ۲) ایلام، که اصلی‌ترین و فعال‌ترین متحد شمش-شوم-اوکین بود ۳) شاهان «گوتیوم و آمورو و ملوخا». مفهوم اصطلاحات اخیر چیست؟ از نظرگاه آشوریان قرن هفتم پ.م. این کلمات مفهوم پهنه‌های عظیمی را می‌رساند و می‌توان گفت به معنی «بخش‌های جهان» بوده‌است و همان منزلتی را که اروپا و آسیا و لیبی و غیره از نظر یونانیان داشت، دارا بوده‌است. «ملوخا» یعنی آفریقا (صرف نظر از معنی بدوی این اصطلاح)، «آمورو» یعنی سوریه و فینیقیه و فلسطین و «گوتیوم» فلاتی است که در شمال و شمال شرقی آشور واقع بوده. بالنتیجه اشاره‌ای که در متن نوشتهٔ آشوربانی‌پال شده، جنبهٔ کلی دارد و مستلزم ایضاح و گشودن رمز است. اشترک محقق و پژوهندهٔ نوشته‌های آشوربانیپال به تفصیل این رمز را کشف کرده‌است، ولی این توضیح را تنها در مورد آمورو و ملوخا داده‌است و گوتیوم را کنار گذاشته و چون گوتیوم را اشتباهی با کوه‌های جودی داغ در شمال آشور یکی دانسته بوده، گمراه شده‌است… در ادوار مختلف هزارهٔ اول قبل از میلاد، اصطلاح «کوتیان» یا «گوتیوم» دربارهٔ اورارتو و ماننا و اقوام ماد و محتملاً پارسیان به‌کارمی‌رفته‌است، ولی در این مورد، گوتیوم اورارتو نیست، زیرا به تازگی با اورارتو روابط دوستانه برقرار شده بوده که بعدها هم حفظ شد و گمان هم نمی‌رود که منظور ماننا - که تازه شکست سختی خورده بود - باشد. پارس هم در آن زمان واجد اهمیتی نبود. بدین سبب به ظن اقوی مقصود از گوتیوم در اینجا ماد می‌باشد (و بر خلاف عقیدهٔ اومستد نه پارس)، درآن زمان ۲۲ سال بود که کشتریتی (خشثریته)، یا به قول هرودوت فرائورت در آنجا حکومت می‌کرد… حتی لمان-خاپوت متوجه‌شده‌بود که آنچه هرودوت در مورد آشور شرح می‌دهد، همان وضعی بوده که بر اثر قیام شمش-شوم-اوکین پدید آمده۲بوده‌است، با این حال وی استدلال لازم را به عمل نیاورد و نگفت که فرائورت در سال ۵۲/۶۵۳ پ.م. پس از ۲۲ سال سلطنت کشته شد و بالنتیجه آغاز حکومت او سال ۶۷۳ ق.م. بوده‌است و بدین سبب مسلماً همان کشتریتی می‌باشد که دربارهٔ وی از هاتف سؤال شده. البته این که در نوشته‌های آشوربانیپال هیچ‌گونه تذکری دربارهٔ پیروزی ارتش آشور بر ماد دیده نمی‌شود، محققان را مشوش ساخته و حال آنکه علی الرسم کوچک‌ترین موفقیت خود را بزرگ می‌کردند، ولی توجیه این مطلب چنین است که پیروزی بر خشثریته یا فرائورتس کار خود آشوریان نبود، بلکه بر اثر مساعی متحدان ایشان، یعنی اسکیت‌ها به‌دست‌آمد و آشوریان اسکیتها را گاهی به جان این و زمانی به جان آن قوم مجاور خویش می‌انداختند. در واقع هرودوت نیز می‌گوید (کتاب اول، ۱۰۶ و ۱۰۳) که چون پسر فرائورت به نام کیاکسار (هوخشتره) جنگ با آشور را ادامه داد، و نینوا را محاصره کرد، «لشکر عظیمی از اسکیت‌ها سر رسید که مادیا پسر پروتوتی شاه اسکیتها آن را هدایت می‌کرد… اسکیت‌ها مدت ۲۸ سال در آسیا حکمرانی کردند و به سبب بی‌بندوباری و سهل‌انگاری و بی‌دقتی آنان همه‌جا ویران شد.»....

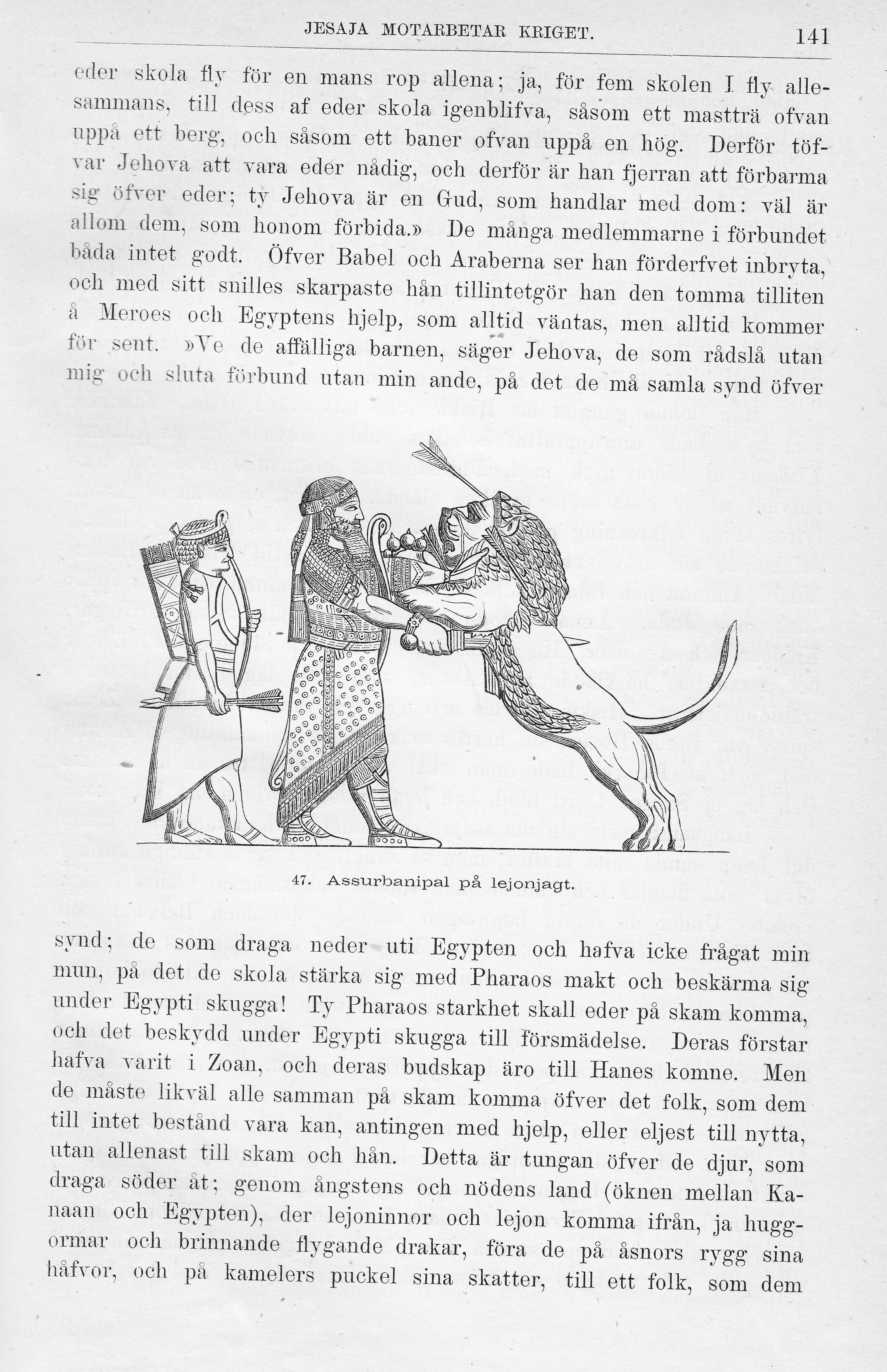
آشوربانی‌پال در حال شکار شیر

به‌گفتهٔ یک روایت آرامی متأخرتر که روی یک پاپیروس نوشته شده‌است، شمش-شوم-اوکین به‌طور رسمی نامه‌ای به آشوربانیپال نوشت و اعلان جنگ کرد. وی در این نامه ادعا کرد که برادرش فقط حکمران نینوا و مطیع و تابع اوست و این اوست که جانشین فرمانفرمایان بین‌النهرین – که امپراتوریشان از ایران تا دریای مدیترانه و از قفقاز تا عربستان و شمال آفریقا گسترده‌است – می‌باشد.
واکنش نشان‌دادن آشوربانیپال به این شورش به علت بدیمنی و بدشگونی فال‌ها به تأخیر افتاد. به‌طور دقیق معلوم نیست که شورش مزبور بر روی سرزمین مرکزی آشور چه تأثیری داشته، ولی قدری ناآرامی و بی‌ثباتی در شهرهای مختلف مشاهده می‌شد. در سال ۶۵۰ پ.م. – یعنی دو سال پس از آغاز شورش – آشوری‌ها به بابل حمله کردند و بورسیپا و بابل را محاصره نمودند و از رسیدن نیروی نظامی کمکی به آن شهرها جلوگیری کردند. بدون رسیدن قوای کمکی، وضعیت بابلیان ناامیدکننده بود. این محاصره دو سال به طول انجامید و در ماه ژوئن سال ۶۴۸ ق.م. بابل سقوط کرد. شمش-شوم-اوکین درست قبل از این که شهر به تصرف نیروهای برادرش درآید، قصر خود را آتش زد و به این ترتیب به حیات خود پایان داد. بعدها یونانیان این واقعه را در داستان Sardanapalus (سارداناپال، آشوربانیپال) به خاطر داشتند.
این بار بابل برخلاف دورهٔ سناخریب تخریب و ویران نشد، اما بنا به گفتهٔ کتیبه‌های پادشاه، قتل‌عامی از شورشیان و قیام‌کنندگان به‌وقوع پیوست، حتی منابع اطلاعاتی ما از وقوع برخی موارد آدمخواری در آن شهر حکایت دارند. آشوربانیپال به بابل اجازه داد که وضعیت نیمه‌خودمختار و نیمه‌خودگردان خود را حفظ کند، اما شرایط از قبل رسمی‌تر شد. به گفتهٔ کتیبه‌ها، پادشاه بعدی بابل کندلانو نام دارد و احتمالاً از سوی آشوربانیپال به حکومت آنجا منصوب شده‌بوده‌است. کندلانو هیچ کتیبهٔ رسمی‌ای از خود به‌جا نگذاشته‌‌است، شاید از این جهت که وی فقط مسئول اجرای مراسم و آئین‌های مذهبی بوده‌است.

## پایان کار آشوربانی‌پال

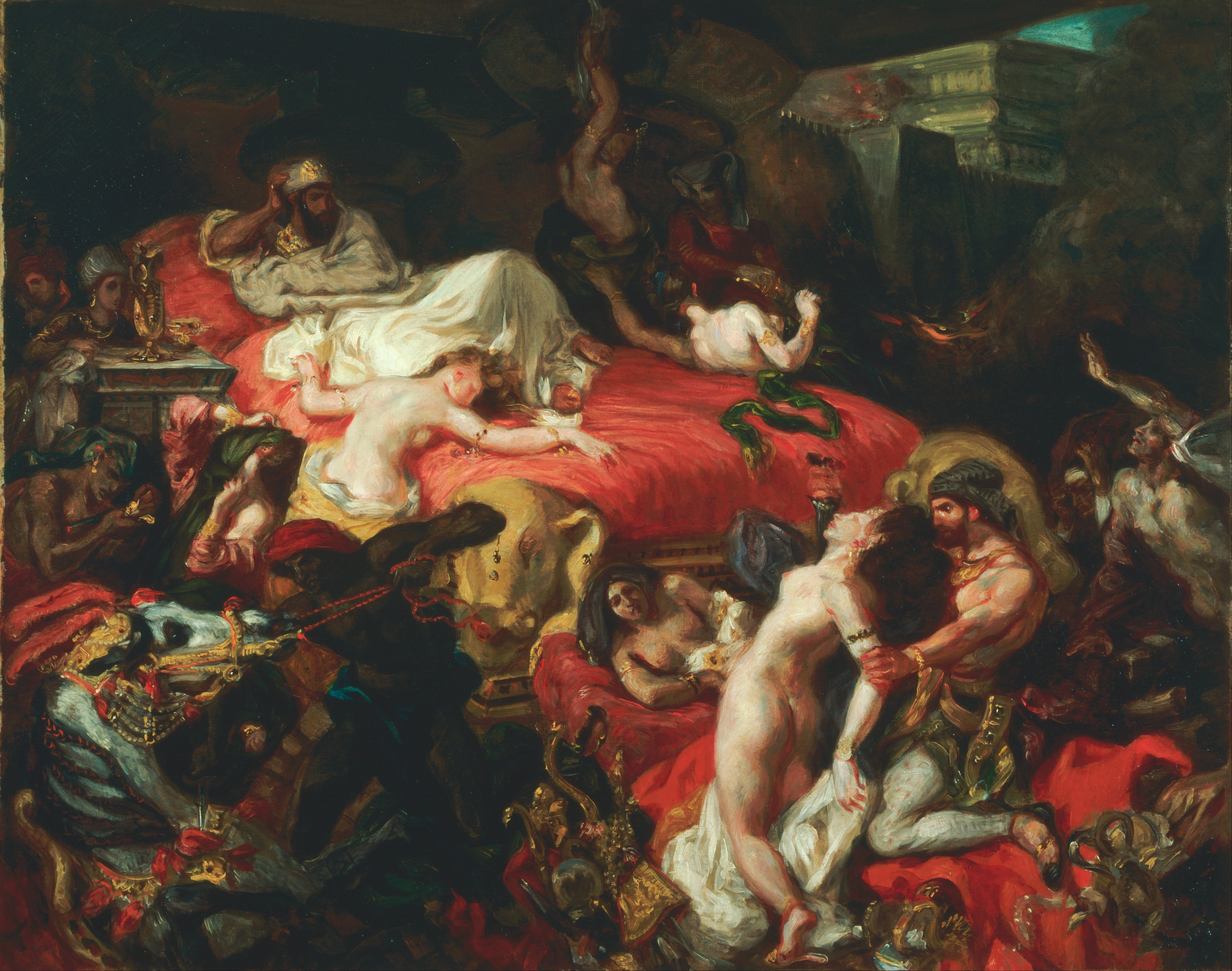
مرگ سارداناپالوس (آشوربانی‌پال)، سال ۱۸۲۷م. اثر فردیناند ویکتور اوژن دولاکروا، نقاش فرانسوی

در طی آخرین دهه از حکومت آشوربانی‌پال، آشور از صلح و ثبات نسبی برخوردار بوده‌است، اما مشخص است که امپراتوری مزبور، آشکارا از برخی نواقص و کاستی‌ها رنج می‌برد و دچار نوعی زوال و انحطاط زیرزمینی و پنهان شده‌بود. وسعت یافتن بیش از حد، کمبود منابع مالی و درآمدهای امپراتوری از مناطق و سرزمین‌های تسخیر شده به دلیل ویران شدن آن مناطق توسط آشوری‌ها و نبود نیروی نظامی و رزمی کافی برای اداره کردن چنان قلمرو پهناور و گسترش یافته‌ای، از معضلات آن امپراتوری بود. تعداد منابع اطلاعاتی مربوط به آخرین سال‌های حکومت آشوربانیپال کم و معدود است. پس از وی، پسرش آشور-اتیل-ایلنی به حکومت رسید. سال درگذشت آشوربانیپال به درستی معلوم نیست و علت آن هم کمبود منابع اطلاعاتی است، به گونه‌ای که ما نمی‌دانیم آشوربانیپال در سال ۶۳۱ درگذشته یا در سال ۶۲۷ پیش از میلاد. پس از آشوربانیپال امپراتوری آشور شروع به از هم گسستن کرد و سرانجام در زمان پادشاهی آشور-اوبلیت دوم (در فاصلهٔ سال‌های ۶۱۲ و ۶۰۵ پ. م) در اثر حملهٔ اقوام شورشی و رنج‌دیده سقوط کرد.

## کتابخانهٔ آشوربانی‌پال

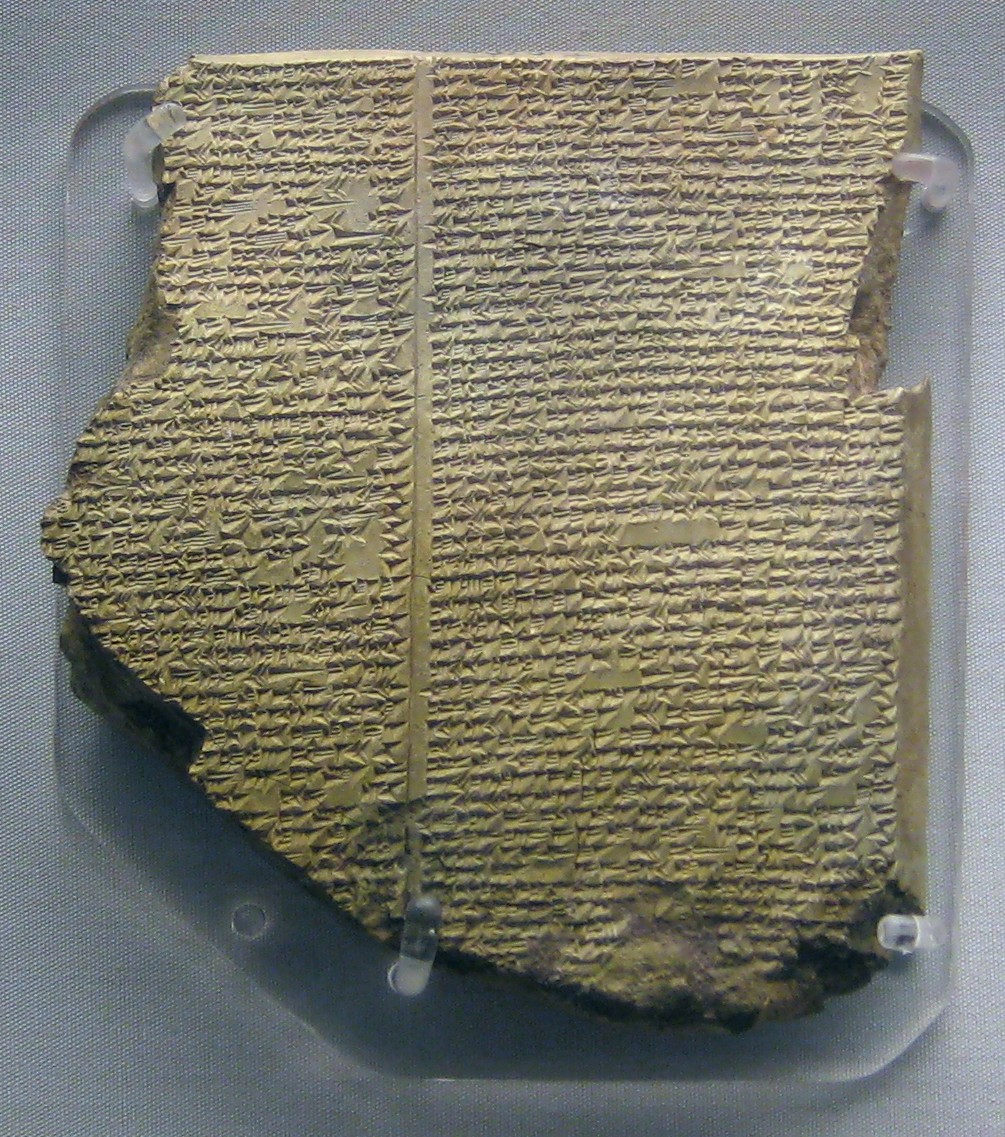
لوحی حاوی بخشی از حماسه گیلگمش از کتابخانه آشوربانی‌پال (امروزه در موزه بریتانیا)

آشوربانی‌پال نخستین کتابخانهٔ شناخته شده را در خاورمیانه بنیان نهاد، وی در کاخ خود در نینوا مجموعه‌ای چشمگیر و قابل‌ملاحظه از الواح و متون نوشته‌شده به خط میخی را جمع‌آوری کرده بود. تعداد این متون و الواح به حدود ۳۰۰۰۰ عدد می‌رسید و در بین آن‌ها حتی اسناد و آثار چند صد سال پیش از آن زمان هم به‌وفور دیده‌می‌شد. وی این متون را از سراسر قلمرو گستردهٔ خود گردآوری کرده‌بود و گویا علت آن هم علاقه و رغبتی بوده که به خواندن و تحقیق داشته، چنان‌که پیشتر هم اشاره شد، بنا به یک روایت نیمه‌تاریخی وی تنها پادشاه آشور بوده که خواندن و نوشتن می‌دانسته‌است. بخش‌هایی از این کتابخانه در کاوش‌های باستان‌شناسانه انگلیسی‌ها در تپه کویونجیک در استان نینوا ی عراق در حدود ۱۸۵۰ میلادی کشف شد، این کتابخانه که منبعی گرانبها برای شناخت تمدن آشور و دیگر تمدن‌های میان رودان باستان‌است و آثاری چون حماسه گیل‌گمش و افسانه طوفان سومری در آن یافت شده، هم‌اکنون در موزه بریتانیا نگهداری می‌شود. این آثار حقیقتاً از بابت تاریخ‌شناسی و باستان‌شناسی بسیار مهم و ارزشمند هستند.

## نگارخانه

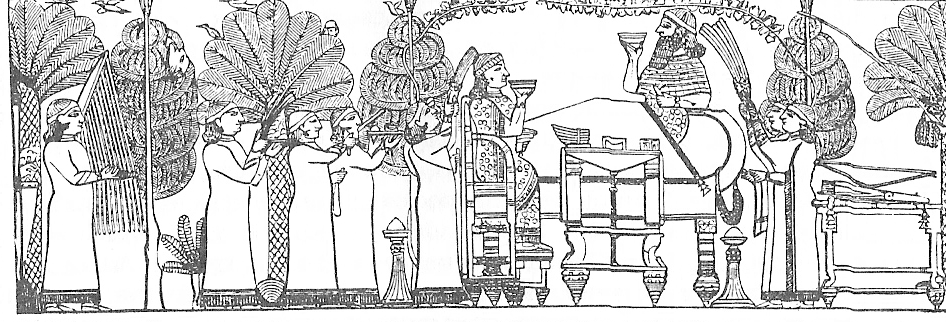
آشور بانیپال و ملکه
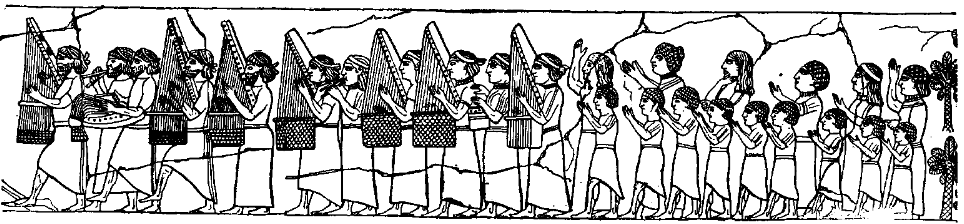
ارکستر (دستهٔ نوازندگان) آشوری
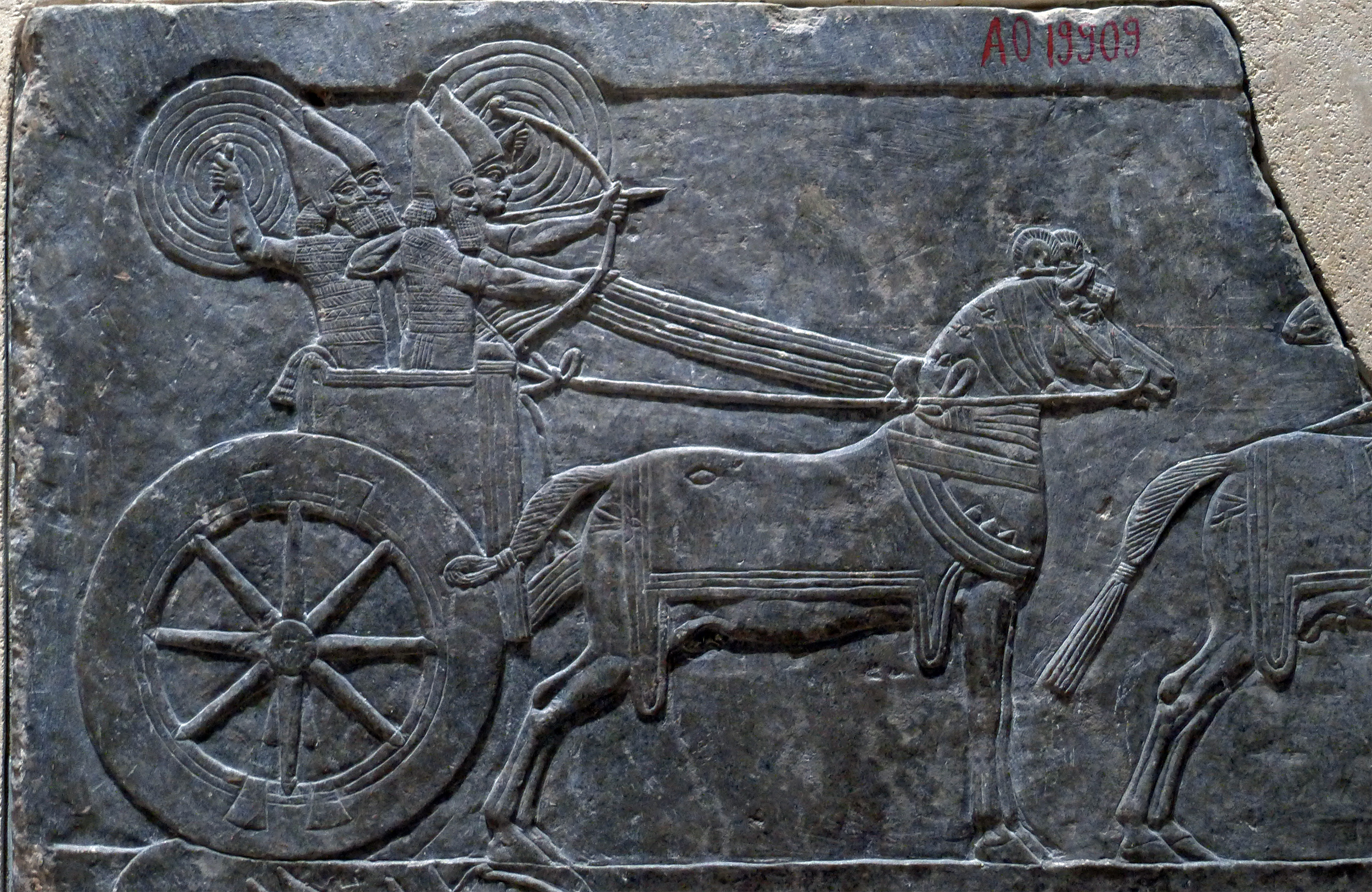
ارابهٔ آشوری، موزهٔ لوور
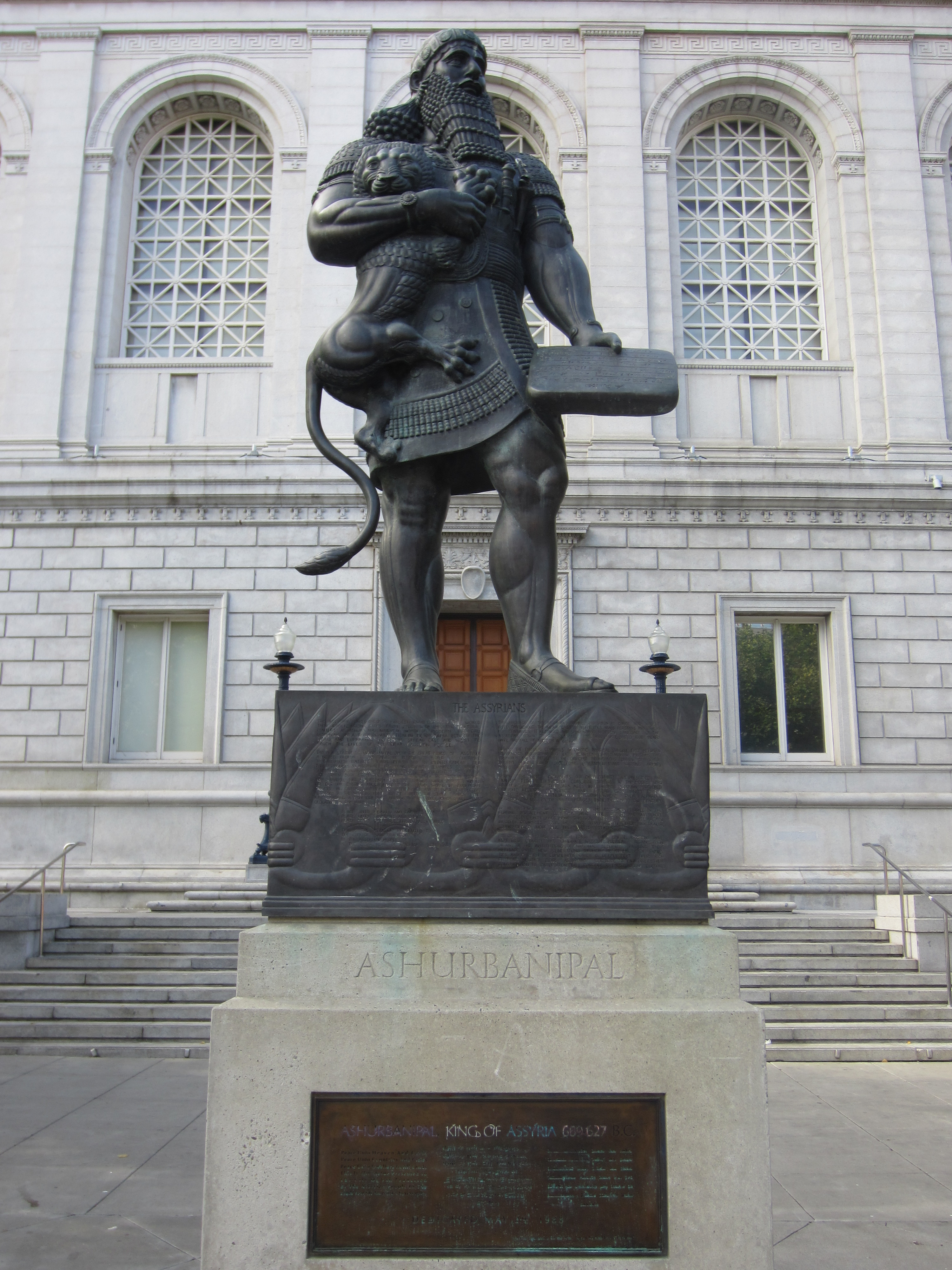
مجسمهٔ آشوربانیپال در سان‌فرانسیسکو، ایالات متحده آمریکا، سال ۲۰۱۳ میلادی
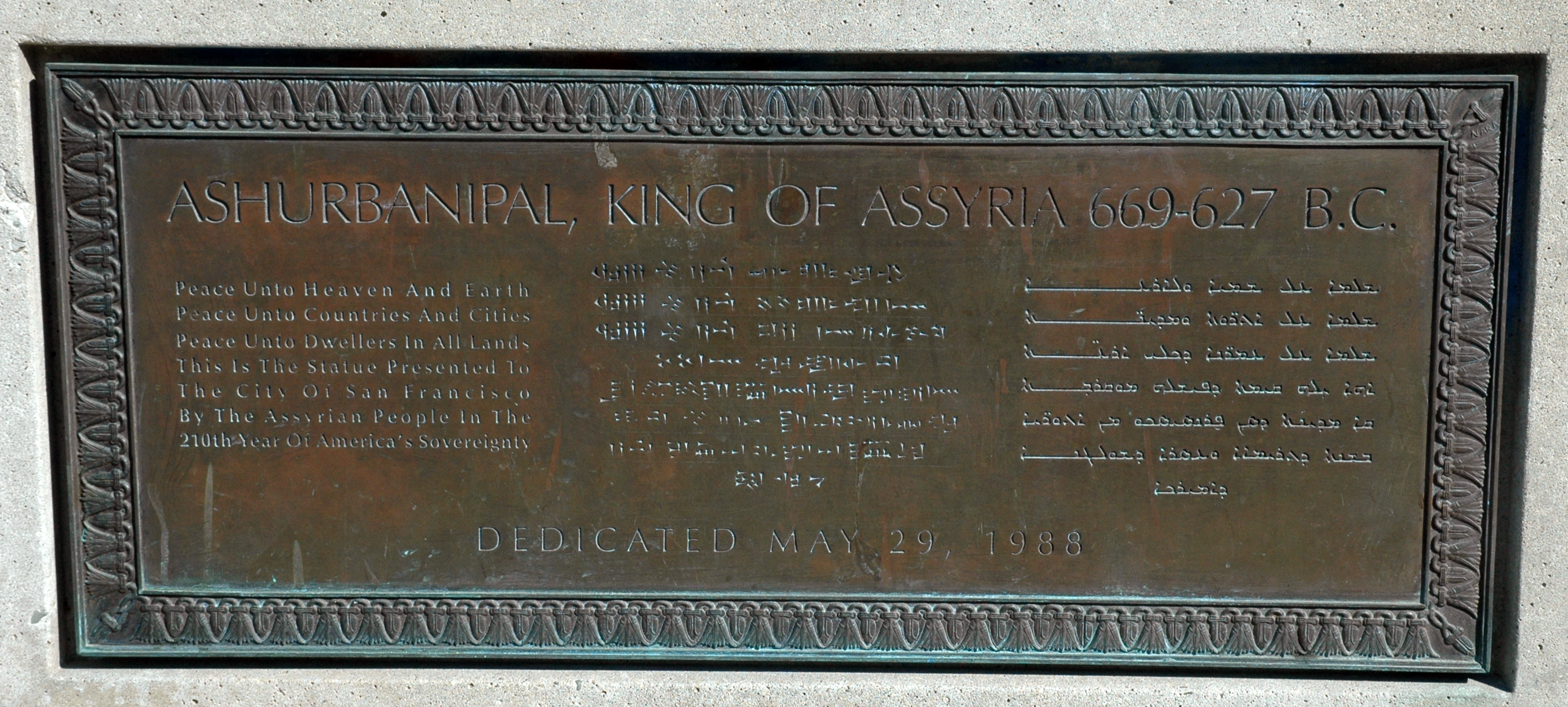
برنوشتهٔ زیر مجسمهٔ آشوربانیپال، برنوشتهٔ چندزبانه
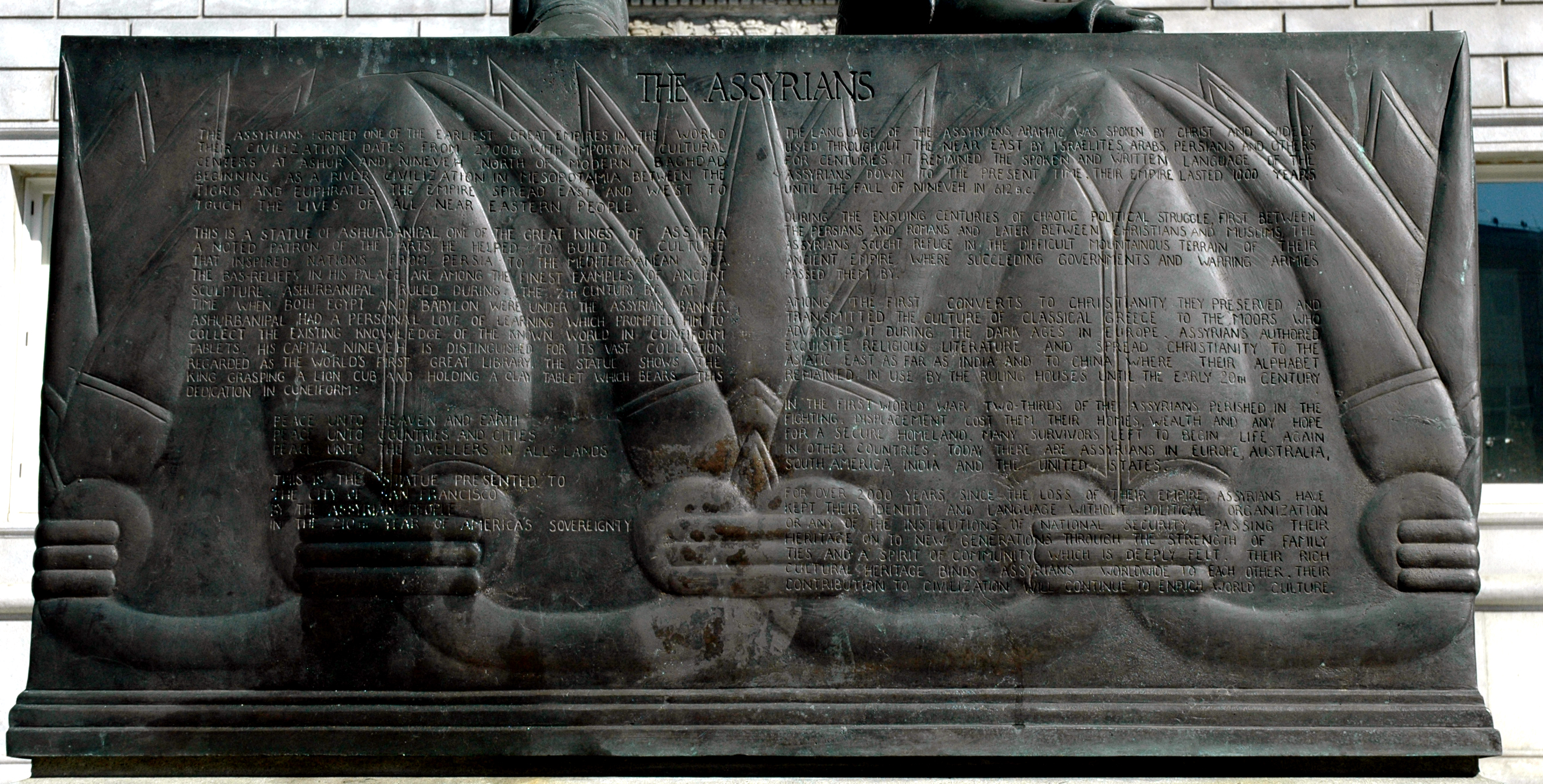
درنوشتهٔ زیر مجسمهٔ آشور بانی پال، سان‌فرانسیسکو آمریکا
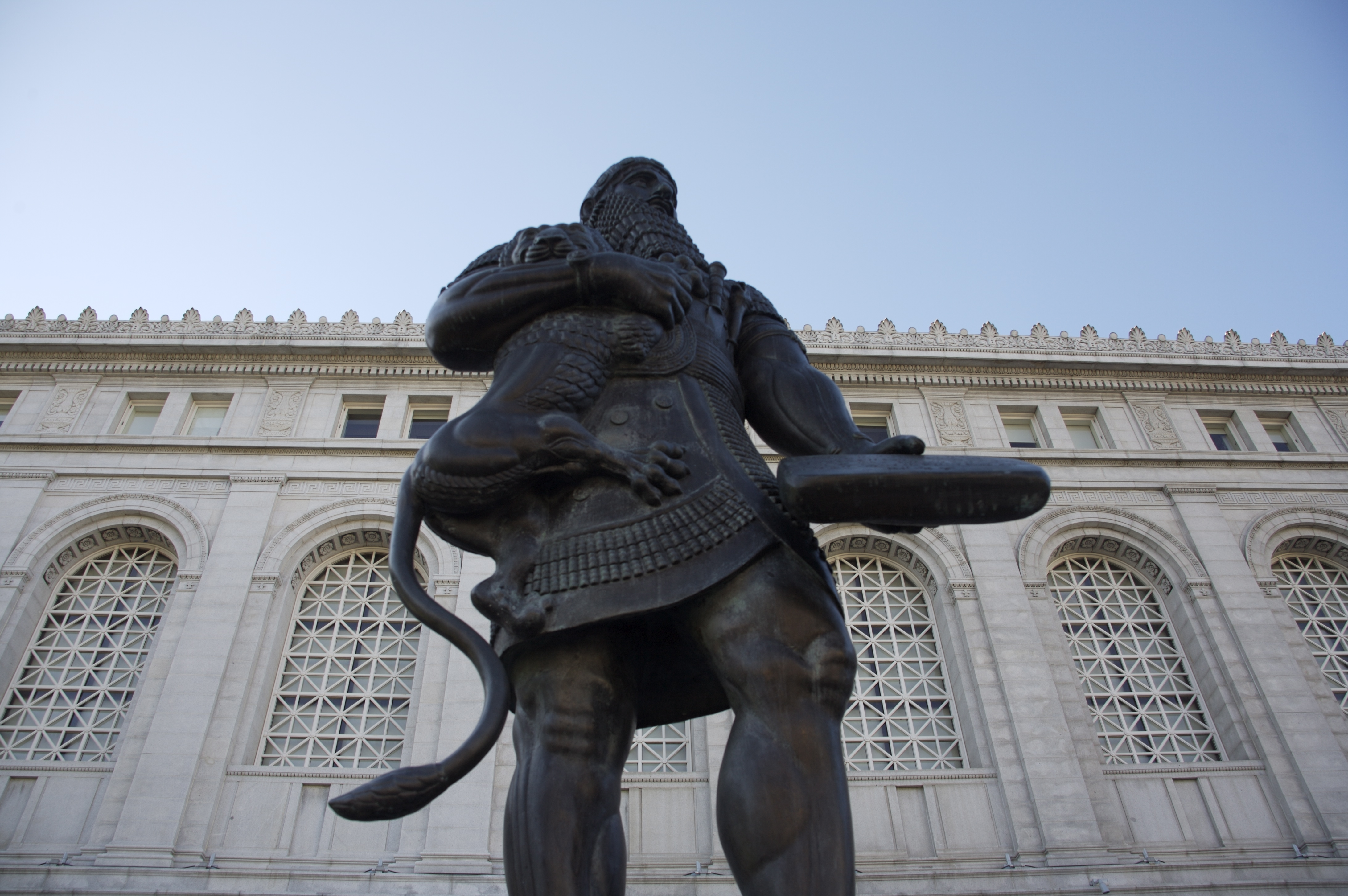
منظرهٔ مجسمهٔ آشوربانیپال از پایین